# Homaledra
Homaledra is een geslacht van vlinders van de familie kokermotten (Coleophoridae).

## Soorten
- H. heptathalama Busck, 1901
- H. sabalella (Chambers, 1880)